# Chloé Georges
Chloé Georges (* 1. Oktober 1980 in Chamonix-Mont-Blanc) ist eine ehemalige französische Freestyle-Skierin. Sie startete in der Disziplin Skicross.

## Werdegang
Georges, die für den C.S. Courchevel startete, nahm von 1995 bis 2008 als Alpine Skirennläuferin vorwiegend an FIS-Rennen sowie am Europacup teil. Im Skicross startete sie in der Saison 2006/07 in Flaine erstmals im Freestyle-Skiing-Weltcup, wo sie den zehnten Platz errang. Dies war zugleich ihre beste Platzierung im Weltcup, und sie erreichte zum Saisonende mit dem 18. Platz im Moguls-Weltcup ihr bestes Gesamtergebnis. In der Saison 2008/09 siegte sie zweimal im Europacup und wurde damit Sechste in der Skicross-Disziplinenwertung. In der folgenden Saison belegte sie bei den Olympischen Winterspielen 2010 in Vancouver den 28. Platz und absolvierte in der Sierra Nevada ihren 14. und damit letzten Weltcup, welchen sie auf dem 14. Platz beendete.

## Erfolge

### Olympische Spiele
- 2010 Vancouver: 28. Platz Skicross

### Weltcupwertungen
| Saison  | Gesamt | Gesamt | Skicross | Skicross |
| Saison  | Platz  | Punkte | Platz    | Punkte   |
| ------- | ------ | ------ | -------- | -------- |
| 2006/07 | 65.    | 8      | 18.      | 39       |
| 2008/09 | 82.    | 10     | 24.      | 96       |
| 2009/10 | 108.   | 3      | 42.      | 36       |

### Weitere Erfolge
- 2 Siege im Europacup